# 堂山鉄橋

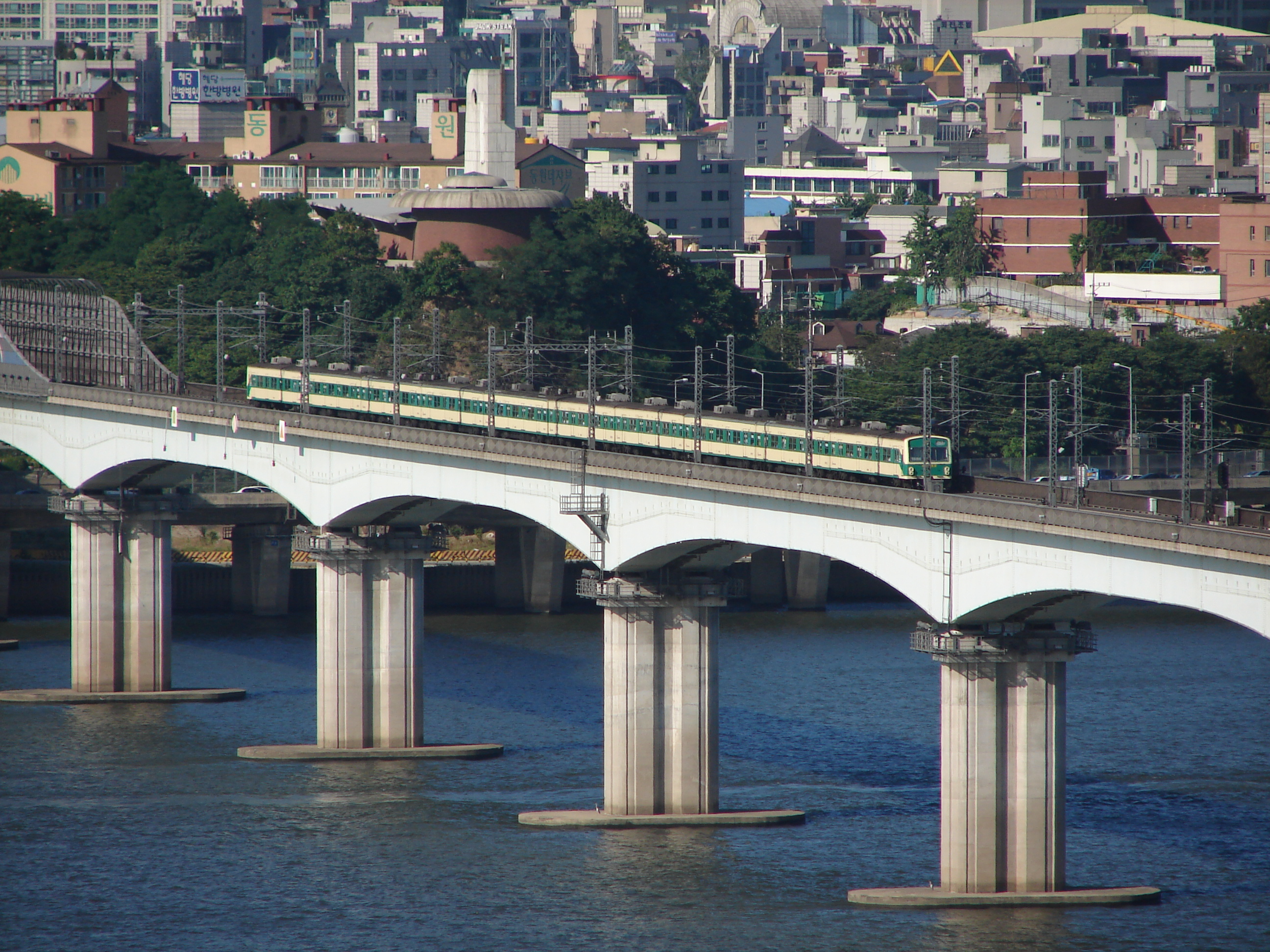
2代目の堂山鉄橋

堂山鉄橋（タンサンてっきょう、朝: 당산철교）は、大韓民国ソウル特別市の漢江にかかる、ソウル交通公社2号線の堂山駅と合井駅を結ぶ全長1,360mの鉄道専用橋梁である。現在の堂山鉄橋はプレストレスト・コンクリート橋で、2代目である。
初代の橋はトラス橋で、1983年11月29日に竣工、1984年5月22日に開通した。しかし、1987年から列車の通過時に橋梁の振動が感知されるなど、安全上の弱点が指摘された。1994年、聖水大橋崩壊事故発生後に行われた緊急点検の際、建設時の手抜き工事が原因で橋梁に亀裂が発生しているなど、安全上の欠陥が発覚した。
1994年11月以降は列車の徐行運転が行われたが、崩壊の危険性が高まったため、まもなく全面架け替え工事が決まった。当初は1997年3月からの工事を予定していたが、繰り上げて同年1月1日より旧橋の撤去工事が開始された。工事期間中は2号線の堂山 - 合井間の運行が中断され、堂山 - 弘大入口間の代行バスが運転された。
旧橋の撤去後に2代目の橋が建設され、1999年11月22日に開通し、2号線の環状運行が再開された。